# Ivan Santini
Ivan Santini (Zadar, 21 de mayo de 1989) es un futbolista croata que juega de delantero en el H. N. K. Zadar de la 4. HNL.
Su hermano Krševan Santini también fue futbolista.

## Biografía
Nacido en Zadar, se formó en el club de su ciudad natal aunque su carrera futbolística la inició en 2006 en el N. K. Inter Zaprešić donde estuvo una temporada. Tras su paso por este club, fichó por el Red Bull Salzburgo, jugando en su equipo sub-19 y llegando a disputar un partido con el primer equipo.
Después de estar un tiempo sin equipo, en 2009 tuvo una breve experiencia en el F. C. Ingolstadt 04 alemán que jugaba en la 2. Bundesliga.
En verano del mismo año volvió a casa. Fichó por el club de su ciudad, el N. K. Zadar. Sus números durante las dos temporadas y media que jugó en el conjunto azulado llamaron la atención del S. C. Friburgo, donde jugó cedido un año y medio. Allí marcó dos goles en los 27 partidos que disputó en todas las competiciones.
Después de su segunda aventura en Alemania, en 2013 siguió su carrera futbolística en Bélgica. Allí militó durante dos temporadas en el KV Kortrijk. Su rendimiento en el conjunto flamenco, con los que marcó 15 goles en liga en ambas temporadas, le permitió dar el salto a uno de los grandes del país, el Standard de Lieja. En Lieja marcó 11 goles en liga además del gol que le dio a su equipo la copa belga.
En agosto de 2016 fichó por el S. M. Caen. En el conjunto de la capital de Normandía estuvo dos temporadas en las que logró más de una decena de goles en Ligue 1 en ambas.
Volvió a Bélgica en 2018, tras dos años en Francia, para jugar en el R. S. C. Anderlecht.
En julio de 2019 abandonó el conjunto malva tras fichar por el Jiangsu Suning chino. Con este equipo ganó en 2020 la Superliga de China antes de regresar a su país de la mano del N. K. Osijek. Estuvo en el club hasta el final de la temporada y entonces volvió a Asia para jugar en el Al-Fateh S. C.
El 29 de junio de 2022 inició una nueva experiencia en otro país, concretamente en Suiza, después de firmar por dos años con el F. C. Zürich. Pasado ese tiempo volvió nuevamente a Croacia al fichar por el H. N. K. Šibenik. En este equipo permaneció una campaña y en agosto de 2025 regresó a Zadar para jugar en el H. N. K. Zadar.

## Selección nacional
Ha sido internacional absoluto con la selección de Croacia en cinco ocasiones. También lo fue con la sub-18 y la sub-19, con las que jugó cuatro partidos y anotó un gol.

## Clubes
| Club                    | País           | Año       |
| ----------------------- | -------------- | --------- |
| N. K. Inter Zaprešić    | Croacia        | 2006-2007 |
| F. C. Ingolstadt 04     | Alemania       | 2009      |
| N. K. Zadar             | Croacia        | 2009-2013 |
| S. C. Friburgo (cedido) | Alemania       | 2012-2013 |
| K. V. Kortrijk          | Bélgica        | 2013-2015 |
| Standard de Lieja       | Bélgica        | 2015-2016 |
| S. M. Caen              | Francia        | 2016-2018 |
| R. S. C. Anderlecht     | Bélgica        | 2018-2019 |
| Jiangsu Suning          | China          | 2019-2021 |
| N. K. Osijek            | Croacia        | 2021      |
| Al-Fateh S. C.          | Arabia Saudita | 2021-2022 |
| F. C. Zürich            | Suiza          | 2022-2024 |
| H. N. K. Šibenik        | Croacia        | 2024-2025 |
| H. N. K. Zadar          | Croacia        | 2025-     |

## Palmarés

### Títulos nacionales
| Título             | Club              | País    | Año  |
| ------------------ | ----------------- | ------- | ---- |
| Copa de Bélgica    | Standard de Lieja | Bélgica | 2016 |
| Superliga de China | Jiangsu Suning    | China   | 2020 |